# 3 يناير
- السبت
- الأحد
- الاثنين
- الثلاثاء
- الأربعاء
- الخميس
- الجمعة

- 2827 جمادى الآخرة 1446  هـ
- 2928 جمادى الآخرة 1446  هـ
- 3029 جمادى الآخرة 1446  هـ
- 3130 جمادى الآخرة 1446  هـ
- 11 رجب 1446  هـ
- 22 رجب 1446  هـ
- 33 رجب 1446  هـ
- 44 رجب 1446  هـ
- 55 رجب 1446  هـ
- 66 رجب 1446  هـ
- 77 رجب 1446  هـ
- 88 رجب 1446  هـ
- 99 رجب 1446  هـ
- 1010 رجب 1446  هـ
- 1111 رجب 1446  هـ
- 1212 رجب 1446  هـ
- 1313 رجب 1446  هـ
- 1414 رجب 1446  هـ
- 1515 رجب 1446  هـ
- 1616 رجب 1446  هـ
- 1717 رجب 1446  هـ
- 1818 رجب 1446  هـ
- 1919 رجب 1446  هـ
- 2020 رجب 1446  هـ
- 2121 رجب 1446  هـ
- 2222 رجب 1446  هـ
- 2323 رجب 1446  هـ
- 2424 رجب 1446  هـ
- 2525 رجب 1446  هـ
- 2626 رجب 1446  هـ
- 2727 رجب 1446  هـ
- 2828 رجب 1446  هـ
- 2929 رجب 1446  هـ
- 3030 رجب 1446  هـ
- 311 شعبان 1446  هـ

3 يناير أو 3 كانون الثاني أو يوم 3 \ 1 (اليوم الثالث من الشهر الأوَّل) هو اليوم الثالث (3) من السنة وفقًا للتقويم الميلادي الغربي (الغريغوري). يبقى بعده 362 يومًا لانتهاء السنة، أو 363 يومًا في السنوات الكبيسة.

## أحداث
- 1496 - ليوناردو دا فينشي يفشل في تجربة آلة طيران كان قد صممها بنفسه.
- 1521 - البابا ليون العاشر ينزل الحرمان الكنسي بحق مارتن لوثر.
- 1777 - قوات الثورة الأمريكية بقيادة الجنرال جورج واشنطن تهزم القوات البريطانية في معركة برنستون بولاية نيو جيرسي.
- 1809 - المخترع الفرنسي نيكولاس أبيرت يكتشف الحفظ الغذائي والذي وضع الأسس الحديثة للحفظ الغذائي.
- 1874 - استلم الجنرال سيرانو رئاسة الجمهورية الإسبانية الأولى، وهو آخر رؤساء تلك الجمهورية.
- 1899 - الولايات المتحدة تحتل كوبا.
- 1914 - القائد العسكري العثماني أنور باشا يصبح ناظر الحربية في الدولة العثمانية.
- 1917 - فرنسا والمملكة المتحدة تعترفان بالشريف حسين ملكًا على مملكة الحجاز.
- 1924 - العالم البريطاني في علم المصريات هوارد كارتر يكتشف تابوت الفرعون توت عنخ أمون بعد نحو عامين من اكتشاف مقبرته.
- 1935 – إيطاليا الفاشية بقيادة بينيتو موسوليني تغزو الحبشة.
- 1939 - صدور أول نسخة من مجلة الثقافة المصرية.
- 1956 - بداية البث التلفزيوني العراقي ليكون ثاني بلد عربي بعد مصر يدخل به البث التلفزيوني.
- 1959 - ألاسكا تصبح الولاية رقم 50 ضمن الولايات المتحدة.
- 1962 - الولايات المتحدة تقطع علاقتها مع كوبا.
- 1970 - كورت فالدهايم يتولى الأمانة العامة للأمم المتحدة.
- 1985 - إسرائيل تعترف بأنها قامت سرًا بنقل يهود الفلاشا من إثيوبيا.
- 1990 - الحاكم العسكري لبنما الجنرال مانويل نورييغا يستسلم للقوات الأمريكية التي شنت منذ ديسمبر 1989 حملة عسكرية على بنما من أجل القبض عليه وإسقاط نظامه.
- 2004 - تحطم طائرة مصرية كانت تقل سياحًا فرنسيين في طريقها من مدينة شرم الشيخ إلى القاهرة حيث سقطت في البحر الأحمر وأدى ذلك مقتل 148 شخص.
- 2005 - الكويت تعتقل عددًا من العسكريين الكويتيين بتهمة التخطيط لضرب القوات الأمريكية في الكويت.
- 2006 - رئيس الحركة الإسلامية في فلسطين الشيخ رائد صلاح يعقد مؤتمر صحفي في شرقي القدس ويكشف في شرح مفصل وبالصور الموثقة فوتوغرافيًا وبالفيديو عن وجود كنيس يهوديٍ أسفل المسجد الأقصى وعن العديد من الغرف المستحدثة، وأضاف أن هناك مصمم يدعى «إلياف نحليلئلي» قام على مدار سنوات بإقامة سبع غرف تحت المسجد الأقصى.
- 2009 - إسرائيل تبدأ غزوها البري على قطاع غزة وذلك في اليوم الثامن من عملياتها على القطاع التي اسمتها الرصاص المصبوب.
- 2015 - جماعة بوكو حرام تُهاجم بلدة باجا مُسفرةً عن مقتل وتشريد المئات.
- 2016 - منظمتا الاتحاد الدولي للكيمياء البحتة والتطبيقية والاتحاد الدولي للفيزياء البحتة والتطبيقية تؤكدان اكتشاف العناصر أنون تريوم (لاحقاً نيهونيوم) وأنون بنتيوم (لاحقاً موسكوفيوم) وأنون سبتيوم (لاحقاً تينيسين) وأنون أوكتيوم (لاحقاً أوغانيسون) الكيميائية وإضافتها رسميًّا للسطر السابع من الجدول الدوري لمندلييف.
- 2019 - المسبار الفضائي تشانج آه 4 التابع لِإدارة الفضاء الوطنية الصينية يهبط بِنجاحٍ على الجانب البعيد من القمر في سابقة هي الأولى من نوعها.
- 2020 - مقتل قائد فيلق القدس الإيراني قاسم سليماني برفقة أبي مهدي المهندس أحد قيادات ميليشيا الحشد الشعبي في غارة جوية أمريكية استهدفت موكبًا في مطار بغداد الدولي.
- 2024 - مقتل 84 شخصًا في تفجيرين بمدينة كرمان الإيرانية، أثناء مراسم لإحياء ذكرى اغتيال الجنرال قاسم سليماني.

## مواليد
- 106 ق.م - شيشرون، كاتب روماني وخطيب روما.
- 1836 - ساكاموتو ريوما، ثوري ياباني.
- 1883 - كليمنت أتلي، رئيس وزراء المملكة المتحدة.
- 1884 - عمر راسم، رسام وخطاط وصحفي جزائري.
- 1892 ـ جون تولكين، فيلولوجي وكاتب روائي إنكليزي.
- 1934 - يهودا هاشاي، سياسي إسرائيلي.
- 1937 - نادية لطفي، ممثلة مصرية.
- 1949 - نيللي، ممثلة مصرية.
- 1953 - جورجينا رزق، عارضة أزياء وممثلة لبنانية، وملكة جمال الكون عام 1971.
- 1954 - عبد العزيز العنبري، لاعب كرة قدم كويتي.
- 1956 - ميل غيبسون، ممثل أمريكي.
- 1959 - فايز قزق، ممثل سوري.
- 1960 - إلهام شاهين، ممثلة مصرية.
- 1961 - ألفارو ماغالهايز، لاعب كرة قدم برتغالي.
- 1964 - عبد الله جهاد، نائب رئيس المالديف السادس.
- 1969 - مايكل شوماخر، سائق سيارات سباق ألماني.
- 1976 - أنجيلوس باسيناس، لاعب كرة قدم يوناني.
- 1977 - لي بوير، لاعب كرة قدم إنجليزي.
- 1979 -
  - ديمة قندلفت، ممثلة سورية.
  - لوك لورانس، سائق سيارات سباق بريطاني.
- 1982 -
  - لوكا غاري، لاعب كرة سلة إيطالي.
  - يان ميرتل، لاعب كرة مضرب تشيكي.
- 1986 - دانا عبد الرزاق، عداءة عراقية.
- 1987 - دانييل ايسترادا، لاعب كرة قدم إسباني.
- 1989 -
  - جوردي ماسيب، لاعب كرة قدم إسباني.
  - ندى عادل، ممثلة مصرية.
- 1992 - دوغ مكديرموت، لاعب كرة سلة أمريكي.
- 1995 - جيسو، مغنية وممثلة وعارضة كورية جنوبية.

## وفيات
- 1933 - فيلهلم كونو، مستشار ألمانيا.
- 1966 - خالد العبد الله السالم الصباح، سياسي كويتي.
- 1967 - جاك روبي، قاتل لي هارفي أوزوالد المتهم الرئيسي بمقتل الرئيس الأمريكي جون كينيدي.
- 1988 - روزا أوسليندر، شاعرة ألمانية.
- 2002 -
  - محمد العلي، ممثل سعودي.
  - أمينة نور الدين، ممثلة مصرية.
- 2008 - شريف العلمي، إعلامي أردني من أصل فلسطيني.
- 2011 - إيفا شتريتماتر، كاتبة وشاعرة ألمانية.
- 2015 - معاذ الكساسبة، طيار أردني.
- 2020 -
  - قاسم سليماني، جنرال إيراني.
  - أبو مهدي المهندس، عسكري عراقي.
- 2022 -
  - إبراهيم حجازي، مذيع وإعلامي مصري.
  - كمال لموي، لاعب كرة قدم ومدرب جزائري.
  - مردخاي بن بورات، سياسي إسرائيلي من أصلٍ عراقي.

## أعياد ومناسبات
- يوم مهرجان باكس في الميثولوجيا الرومانية.

## وصلات خارجية
- وكالة الأنباء القطريَّة: حدث في مثل هذا اليوم.
- النيويورك تايمز: حدث في مثل هذا اليوم.
- BBC: حدث في مثل هذا اليوم.